# Cameroceras
Cameroceras ist eine Gattung der Familie Endoceratidae aus der Klasse der Kopffüßer (Cephalopoda). Die Arten der Gattung lebten im Ordovizium.

## Merkmale
Das Gehäuse von Cameroceras ist lang bis extrem lang (bis ca. 9 m). Der Querschnitt ist rundlich bis dorsoventral leicht abgeflacht, bei einem maximalen Durchmesser von knapp 30 cm. Der Phragmokon, d. h. der gekammerte hintere Teil des Gehäuses, nahm mindestens 2/3 bis etwa 3/4 der Gesamtlänge ein. Der Ansatz der Septen an die innere Kammerwand („Lobenlinie“) ist nahezu gerade, oder lediglich mit einem flachen Sinus auf der Bauchseite. Der Sipho nahm beim adulten Tier ca. die Hälfte des Gehäusedurchmessers ein. Er liegt am Rand des Gehäuses, seltener auch etwas entfernt vom Rand, jedoch nicht zentral auf der Bauchseite des Tieres. Die Septenhälse sind holochoanitisch. Die hinteren Teile des Siphos sind mit konischen Endosiphonalablagerungen gefüllt. Die Endokone sind einfach und sparen eine dünne endosiphonale Röhre aus, die sich in der Mitte des Siphonalstranges befindet. Das Aussehen der apikalen Spitze ist nicht bekannt, da bisher keine vollständigen Exemplare gefunden wurden. Vermutlich ähnelt sie jedoch den Gattungen Nanno und Suecoceras, die wiederum lediglich auf den apikalen Teilen von endosiphonalen Ablagerungen beruhen. Endosiphonale Ablagerungen kristallisieren häufig schon zu Lebzeiten des Tieres in Kalzit um und haben daher ein höheres Fossilisationspotenzial als die restlichen Teile des Phragmokons, die aus dem leichter löslichen Aragonit bestehen und deshalb u. U. isoliert gefunden werden.

## Lebensweise
Über die Lebensweise und auch über die Organisation der Weichteile von Cameroceras ist wenig bekannt. Bisher wurden noch keine Exemplare mit fossilisierten Resten der Weichteile oder Mageninhalte gefunden. Über die Weichteilorganisation und die Lebensweise kann daher nur spekuliert bzw. Analogieschlüsse zum rezenten Nautilus gezogen werden. Die Arten von Cameroceras haben sich mit Hilfe des Rückstoßprinzips vorwärts bewegt. Mit einiger Wahrscheinlichkeit dienten die Ablagerungen im hinteren Teil des Siphos dazu, eine waagrechte Schwimmlage einzunehmen. Allerdings haben sie den Auftrieb des Phragmokons weiter verringert. Bereits beim rezenten Nautilus wird 90 % des Auftriebs, den der Phragmokon durch die luftgefüllten Kammern erzeugt, durch das Gewicht des Phragmokons kompensiert, der Rest des Auftriebs wird durch die Weichteile neutralisiert. Durch die endosiphonalen Ablagerungen dürfte dieses Verhältnis bei Cameroceras noch deutlich höher gelegen haben. Das bedeutet, dass der Weichkörper im Verhältnis zum Gehäuse relativ klein war. Die Arten der Gattung Cameroceras konnten sich aufgrund der großen trägen Masse des Gehäuses sicher nur langsam fortbewegen. Schnelle Richtungsänderungen waren nicht möglich.
Der heutige Nautilus ernährt sich von Aas und Exuvien von Krebstieren. Diese Lebensweise ist auch für die sich langsam fortbewegenden Arten von Cameroceras denkbar. Sie könnten sich auch räuberisch von größeren, benthonisch lebenden Trilobiten ernährt haben.

## Systematik
Die Gattung Cameroceras wurde erstmals 1842 von Timothy Abbott Conrad beschrieben. Die Typusart ist Cameroceras trentonense. Derzeit werden etwa 40 Arten zur Gattung Cameroceras gestellt.